# Região Geográfica Imediata de Crateús
A Região Geográfica Imediata de Crateús é uma das dezoito regiões imediatas do estado brasileiro do Ceará, e junto com a Região Geográfica Imediata de Tauá, compõe a Região Geográfica Intermediária de Crateús.
É composta por dez municípios, sendo que o mais populoso é Crateús.

## Municípios
- Ararendá
- Crateús
- Independência
- Ipaporanga
- Monsenhor Tabosa
- Nova Russas
- Novo Oriente
- Poranga
- Quiterianópolis
- Tamboril